# Nader Mohammadkhani
Nader Mohammadkhani (persan : نادر محمدخانی) (né le 23 août 1963 à Téhéran en Iran) est un footballeur international iranien, qui évoluait au poste de défenseur, avant de devenir entraîneur.

## Biographie

### Carrière de joueur

#### Carrière en sélection
Avec l'équipe d'Iran, il joue 61 matchs (pour un but inscrit) entre 1986 et 1999. 
Il figure dans le groupe des sélectionnés lors de la coupe du monde de 1998. Lors du mondial, il joue trois matchs : contre la Yougoslavie, les États-Unis et l'Allemagne.
Il participe également à la coupe d'Asie des nations de 1992.

## Palmarès
- Vainqueur de la Coupe d'Asie des vainqueurs de coupe en 1991 avec le Persépolis Téhéran
- Finaliste de la Coupe d'Asie des vainqueurs de coupe en 1993 avec le Persépolis Téhéran
- Champion d'Iran en 1995, 1996 et 1997 avec le Persépolis Téhéran
- Vice-champion d'Iran en 1994 avec le Persépolis Téhéran
- Vainqueur de la Coupe d'Iran en 1991 avec le Persépolis Téhéran